# Râul Manyoni
Manyoni este un râu situat în partea de sud a statului Zimbabwe. Este afluent pe dreapta al râului Mzingwane.